# 北海道道510号抜海兜沼停车场线
北海道道510号拔海兜沼停车场线（日语：北海道道510号抜海兜沼停車場線）是一条起于北海道稚内市拔海经过勇知到达丰富町兜沼的普通道级道路（北海道道）。

## 道路概况
- 起点：北海道稚内市拔海村苦户根別（＝北海道道106号稚内天盐线交点）
- 終点：北海道天盐郡丰富町兜沼（＝JR北海道 兜沼站）
- 总長：13.8千米

## 共线区间
- 稚内市上勇知 - 丰富町兜沼（北海道道616号上勇知兜沼停车场线）
- 丰富町兜沼（北海道道1118号兜沼停车场线）

## 经过的自治体
- 宗谷综合振兴局
  - 稚内市
  - 天盐郡丰富町

## 主要连接道路
- 稚内市
  - 北海道道106号稚内天盐线
  - 北海道道811号勇知上勇知线＝上勇知
  - 北海道道616号上勇知兜沼停車場線
- 丰富町
  - 北海道道763号兜沼丰德线＝兜沼
  - 北海道道1118号兜沼停車場線

## 历史
- 1965年3月26日 路線勘定。